# Shadowchaser 2
Shadowchaser 2 (Originaltitel: Project Shadowchaser II) ist ein US-amerikanischer Actionfilm mit Science-Fiction-Elementen aus dem Jahr 1994. Der Film wurde von John Eyres gedreht, der auch für den ersten Teil verantwortlich war. In Deutschland erschien er im November 1994 auf Video.

## Handlung
In Raikon befindet sich ein Atomwaffenstützpunkt der USA. Dorthin wurde die Nuklearwaffe COBRA gebracht, die ein ganzes Land auslöschen kann. Sie soll auf Befehl des Präsidenten der Vereinigten Staaten vernichtet werden. An Heiligabend stürmen Terroristen unter Führung des Androiden Romulus den Komplex. Sie geben sich als irakische Terroristen aus und stellen eine Alibiforderung. In Wirklichkeit geht es ihnen nur um den Nuklearsprengkopf. Nachdem sie den größten Teil der Belegschaft getötet haben, verbleiben, übersehen von den Mördern, noch der Techniker Frank Mead, die zivile Co-Leiterin Laurie Webber und deren Sohn Ricky in der Einrichtung. Frank Mead, ein Alkoholiker, überlebt, da ein Terrorist nur seinen Flachmann trifft. Er kann außerdem Ricky retten. Laurie hat unterdessen den Sprachchip, der für den Zugang zur Atomwaffe zuständig ist, entwendet und versteckt sich vor den Terroristen.
Um ihren Forderungen Nachdruck zu verleihen, schießen die Terroristen eine Passagiermaschine ab. Frank Mead, Webber und Ricky versuchen über einen stillgelegten Raketenschacht zu entkommen, werden jedoch von Romulus’ Männern geschnappt. Romulus nimmt Ricky und den Sprachchip mit sich. Die beiden anderen sollen mit einem Raketenwerfer ausgeschaltet werden, überleben jedoch. In der Zwischenzeit beschließt die Air Force einen Luftangriff. Romulus scheint den Verstand verloren zu haben: Er tötet die restlichen Männer seines Teams und leitet die Sprengung der Atomwaffe ein. In letzter Minute können Mead und Webber Ricky befreien und den Androiden besiegen. Es gelingt ihnen zehn Sekunden vor der Explosion die Atomwaffe zu entschärfen. Der Luftangriff lässt sich aber nicht mehr aufhalten und so müssen sie mit Hilfe eines Hubschraubers fliehen. Romulus taucht wieder auf, doch Mead kann ihn in den Bombenschacht werfen. Der gesamte Komplex fliegt danach in die Luft.

## Hintergrund
Regie führte wie bei Shadowchaser John Eyres. Frank Zagarino übernahm wieder die Rolle des Cyborgs aus dem ersten Teil. Als Gegenspieler wurden die bekannten TV-Schauspieler Bryan Genesse und Beth Toussaint verpflichtet.
Das erste VHS-Video von VPS war an etlichen Stellen geschnitten. Erst eine Laserdisc-Version von Astro und die DVD-Version von Laser Paradise (erhältlich in einer Dreier-Box mit Vorgänger und Nachfolger) waren ungeschnitten.
Die Indizierung des Films wurde im Juli 2020 wieder aufgehoben.

## Kritik
Der B-Film ist wie bereits sein Vorgänger ein Abklatsch der Filme Stirb langsam und Terminator. Das Weihnachtssetting erinnert zudem an Stirb langsam 2.

„Logik wird konsequent ausgeschaltet in diesem turbulenten B-Picture, das mit kleinem Budget und minimalem Anspruch großen Spaß bereitet. Gegenüber dem Vorgänger legt Regisseur John Eyres („Octopus“) eine gehörige Portion Dynamik oben drauf, was die Figurenformung zugunsten gesteigerter Kurzweil vollständig ausklammert. Daraus entsteht amüsant hölzern gespielter, passabel getrickster und deftig brutaler Action-Trash, der nicht weniger ist und auch nicht sein will, als eine furiose Bastardversion der großen Klassiker. Ein ebenso strunzdummer wie amüsanter B-Böller, der Genre-Fans gibt, wonach sie verlangen.“